# 200 найкращих книг за версією Бі-бі-сі
Список 200 найкращих романів (англ. The Big Read —  у цьому випадку «товсті книжки») був складений BBC у Сполученому Королівстві у 2003 році в результаті опитування, в якому взяли участь близько 1 млн людей. Опитування, що тривало рік, стало найбільшим на сьогоднішній день дослідженням читацьких уподобань і завершилося кількома програмами за участю відомих людей, які розповідали про свої улюблені книги. Для початкових 21 позиції було обмеження «тільки одна книга від автора»: ці книги були представлені телеглядачам в передачі, що транслювалася між 18 жовтня і 13 грудня 2003 року.
45 книг із списку були видані в різний час видавництвом «Penguin Books».

## Цілі
BBC започаткувала «Велике читання» з метою визначити «найулюбленіший роман нації» шляхом глядацького голосування через Інтернет, SMS та телефон. Шоу викликало суперечки через застосування нібито сенсаційного підходу до літератури, але прихильники хвалили його за те, що воно підвищило обізнаність громадськості про читання. Спочатку британці голосували за будь-який роман, який бажали. З цього було складено список із 200 романів, з яких 21, що набрали більше голосів, було висунуто на подальше голосування, за умови, що в топ-21 могла потрапити лише одна книга від одного автора. Оскільки опитування базувалося на романах, п'єси Вільяма Шекспіра не були частиною опитування.

## Список
1. «Володар перснів» — Джон Роналд Руел Толкін
2. «Гордість і упередження» — Джейн Остін
3. «Темні матерії» — Філіп Пулман
4. «Путівник по Галактиці для космотуристів» — Дуглас Адамс
5. «Гаррі Поттер і келих вогню» — Джоан Роулінг
6. «Убити пересмішника» — Гарпер Лі
7. «Вінні Пух» — Алан Александр Мілн
8. «1984» — Джордж Орвелл
9. «Лев, Біла Відьма та шафа» — Клайв Стейплз Льюїс
10. «Джейн Ейр» — Шарлотта Бронте
11. «Пастка-22» — Джозеф Геллер
12. «Буремний перевал» — Емілі Бронте
13. «Спів птахів» — Себастьян Фолкс[en]
14. «Ребекка» — Дафна дю Мор'є
15. «Ловець у житі» — Джером Девід Селінджер
16. «Вітер у вербах» — Кеннет Грем
17. «Великі надії» — Чарлз Діккенс
18. «Маленькі жінки» — Луїза Мей Елкотт
19. «Мандоліна капітана Кореллі[en]» — Луї де Берньєр[en]
20. «Війна і мир» — Лев Толстой
21. «Звіяні вітром» — Марґарет Мітчелл
22. «Гаррі Поттер і філософський камінь» — Джоан Роулінг
23. «Гаррі Поттер і таємна кімната» — Джоан Роулінг
24. «Гаррі Поттер і в'язень Азкабану» — Джоан Роулінг
25. «Гобіт, або Туди і Звідти» — Джон Роналд Руел Толкін
26. «Тесс із роду д'Ербервіллів» — Томас Гарді
27. «Міддлмарч» — Джордж Еліот
28. «Молитва про Оуена Міні[en]» — Джон Ірвінг
29. «Грона гніву» — Джон Стейнбек
30. «Аліса в Країні чудес» — Льюїс Керролл
31. «Щоденник Трейсі Бікер[en]» — Джаклін Вілсон
32. «Сто років самотності» — Габріель Гарсіа Маркес
33. «Стовпи Землі[en]» — Кен Фоллетт
34. «Девід Копперфільд» — Чарлз Діккенс
35. «Чарлі і шоколадна фабрика» — Роальд Даль
36. «Острів скарбів» — Роберт Стівенсон
37. «Місто як Еліс[en]» — Невіл Шют
38. «Переконання» — Джейн Остін
39. «Дюна» — Френк Герберт
40. «Емма» — Джейн Остін
41. «Енн із Зелених Дахів» — Люсі Мод Монтгомері
42. «Небезпечні мандри» — Річард Адамс
43. «Великий Гетсбі» — Френсіс Скотт Фіцджеральд
44. «Граф Монте-Крісто» — Олександр Дюма
45. «Повернення в Брайдсхед[en]» — Івлін Во
46. «Скотний двір» — Джордж Оруелл
47. «Різдвяна пісня» — Чарлз Діккенс
48. «Далеко від божевільного натовпу[en]» — Томас Гарді
49. «На добраніч, містере Том» — Мішель Магоріан[en]
50. «Шукачі мушель» — Розамунд Пілчер
51. «Таємний сад» — Френсіс Бернет
52. «Про людей та мишей» — Джон Стейнбек
53. «Протистояння» — Стівен Кінг
54. «Анна Кареніна» — Лев Толстой
55. «Відповідний наречений[en]» — Вікрам Сет[en]
56. «Великий Дружній Велетень» — Роальд Даль
57. «Ластівки і амазонки[en]» — Артур Ренсом[en]
58. «Чорний красень[en]» — Анна С'юелл[en]
59. «Артеміс Фаул» — Йон Колфер
60. «Злочин і кара» — Федір Достоєвський
61. «Хрестики-нулики[en]» — Мелорі Блекмен[en]
62. «Мемуари гейші» — Артур Голден
63. «Повість двох міст» — Чарлз Діккенс
64. «Ті, що співають у терні» — Колін Маккалоу
65. «Морт» — Террі Пратчетт
66. «Далеке чарівне дерево[en]» — Енід Блайтон
67. «Маг» — Джон Фаулз
68. «Добрі знамення» — Террі Пратчетт і Ніл Гейман
69. «Варта! Варта!» — Террі Пратчетт
70. «Володар мух» — Вільям Голдінг
71. «Парфуми» — Патрік Зюскінд
72. «Філантропи в рваних штанях[en]» — Роберт Тресселл[en]
73. «Нічна варта[en]» — Террі Пратчетт
74. «Матильда» — Роальд Даль
75. «Щоденник Бріджит Джонс» — Гелен Філдінг
76. «Таємна історія» — Донна Тартт
77. «Жінка в білому» — Вільям Вілкі Коллінз
78. «Улісс» — Джеймс Джойс
79. «Холодний дім» — Чарлз Діккенс
80. «Двійнята[en]» — Джаклін Вілсон
81. «Сімейство твіт[en]» — Роальд Даль
82. «Я захоплюю замок[en]» — Доді Сміт
83. «Ями[en]» — Луїс Сейкер[en]
84. «Горменгаст[en]» — Мервін Пік
85. «Бог дрібниць» — Арундаті Рой
86. «Вікі-Ангел[en]» — Джаклін Вілсон
87. «Прекрасний новий світ» — Олдос Хакслі
88. «Незатишна ферма[en]» — Стелла Гіббонс[en]
89. «Чародій[en]» — Раймонд Фейст
90. «У дорозі» — Джек Керуак
91. «Хрещений батько» — Маріо П'юзо
92. «Клан печерного ведмедя» — Джин Ауел
93. «Колір магії» — Террі Пратчетт
94. «Алхімік» — Пауло Коельо
95. «Кетрін[en]» — Аня Сетон[en]
96. «Каїн і Авель[en]» — Джеффрі Арчер
97. «Кохання під час холери» — Габріель Гарсіа Маркес
98. «Дівчата в пошуках любові[en]» — Джаклін Вілсон
99. «Щоденники принцеси[en]» — Мег Кебот
100. «Опівнічні діти» — Салман Рушді
101. «Троє в човні, не рахуючи собаки» — Джером К. Джером
102. «Дрібні боги[en]» — Террі Пратчетт
103. «Пляж — Алекс Гарленд
104. „Дракула“ — Брем Стокер
105. „Білий пік[en]“ — Ентоні Горовіц[en]
106. „Посмертні записки Піквікського клубу“ — Чарлз Діккенс
107. „Громобой[en]“ — Ентоні Горовіц
108. „Осина фабрика“ — Іен Бенкс
109. „День Шакала“ — Фредерік Форсайт
110. „Розмальована мама[en]“ — Джаклін Вілсон
111. „Джуд Непомітний[en]“ — Томас Гарді
112. „Таємний щоденник Адріана Моул, 13 3/4 років[en]“ — Сью Таунсенд
113. „Жорстоке море[en]“ — Ніколас Монсаррат
114. „Знедолені“ — Віктор Гюго
115. „Мер Кестербріджа“ — Томас Гарді
116. „Ризиковані ігри[en]“ — Джаклін Вілсон
117. „Погані дівчата[en]“ — Джаклін Вілсон
118. „Портрет Доріана Грея“ — Оскар Уайльд
119. „Сьогун“ — Джеймс Клавелл
120. „День триффідів“ — Джон Віндем
121. „Лола Роза“ — Джаклін Вілсон
122. „Ярмарок марнославства“ — Вільям Теккерей
123. „Будинок з листя[en]“ — Марк З. Данилевський
124. „Сага про Форсайтів“ — Джон Голсуорсі
125. „Біблія отруйного лісу[en]“ — Барбара Кінгсолвер
126. „Жнець“ — Террі Пратчетт
127. „Ангус, ремені і конкретні обнімашки[en]“ — Луїз Реннісон[en]
128. „Собака Баскервілів“ — Артур Конан Дойль
129. „Володіти[en]“ — Антонія Сьюзен Баєтт
130. „Майстер і Маргарита“ — Михайло Булгаков
131. „Розповідь служниці“ — Маргарет Етвуд
132. „Денні — чемпіон світу[en]“ — Роальд Даль
133. „На схід від Едему“ — Джон Стейнбек
134. „Лікування Джорджа Марвелуса[en]“ — Роальд Даль
135. „Віщі сестри“ — Террі Пратчетт
136. „Барва пурпурова“ — Еліс Вокер
137. „Батько Вепр“ — Террі Пратчетт
138. «39 сходинок[en]» — Джон Бакен Твідсмур
139. «Дівчата в сльозах» — Джаклін Вілсон
140. «Вечірка з ночівлею[en]» — Джаклін Вілсон
141. «На західному фронті без змін» — Еріх Марія Ремарк
142. «За лаштунками в музеї» — Кейт Аткінсон
143. «Hi-Fi[en]» — Нік Горнбі
144. «Воно» — Стівен Кінг
145. «Джеймс і гігантський персик» — Роальд Даль
146. «Зелена миля» — Стівен Кінг
147. «Метелик[en]» — Анрі Шарр'єр
148. «Озброєні[en]» — Террі Пратчетт
149. «Господар морів: Командир і штурман[en]» — Патрік О'Брайан[en]
150. «Ключ від всіх дверей[en]» — Ентоні Горовіц
151. «Душевна музика[en]» — Террі Пратчетт
152. «Злодій часу[en]» — Террі Пратчетт
153. «П'ятий Елефант[en]» — Террі Пратчетт
154. «Спокута[en]» — Іен Мак'юен
155. «Секрети[en]» — Джаклін Вілсон
156. «Срібний меч[en]» — Ян Серрейлер[en]
157. «Над зозулиним гніздом» — Кен Кізі
158. «Серце пітьми» — Джозеф Конрад
159. «Кім» — Редьярд Кіплінг
160. «Іноземка[en]» — Діана Геблдон
161. «Мобі Дік» — Герман Мелвілл
162. «Пісня на заході[en]» — Льюїс Грессік Гібон[en]
163. «Корабельні новини» — Енні Пру[en]
164. «Божество річки[en]» — Вілбур Сміт[en]
165. «Світ очима Гарпа[en]» — Джон Ірвінг
166. «Лорна Дун[en]» — Річард Блекмор[en]
167. «Дівчата гуляють допізна» — Джаклін Вілсон
168. «Далекі шатри[en]» — Мері Маргарет Кей[en]
169. «Відьми» — Роальд Даль
170. «Павутиння Шарлотти» — Елвін Брукс Вайт
171. «Франкенштейн, або Сучасний Прометей» — Мері Шеллі
172. «Вони грали на траві[en]» — Террі Венейблс і Гордон М. Вільямс[en]
173. «Старий і море» — Ернест Хемінгуей
174. «Лоліта» — Володимир Набоков
175. «Ім'я троянди» — Умберто Еко
176. «Світ Софії» — Йостейн Гордер
177. «Дівчинка-знахідка[en]» — Джаклін Вілсон
178. «Фантастичний містер Лис» — Роальд Даль
179. «Чайка на ім'я Джонатан Лівінгстон» — Річард Бах
180. «Маленький принц» — Антуан де Сент-Екзюпері
181. «Дитя з валізи[en]» — Джаклін Вілсон
182. «Пригоди Олівера Твіста» — Чарлз Діккенс
183. «Сила єдності[en]» — Брайс Куртене[en]
184. «Сайлес Марнер[en]» — Джордж Еліот
185. «Американський психопат» — Брет Істон Елліс
186. «Щоденник незначної особи[en]» (інша назва: «Нічийний щоденник») — Джордж Гроссміт[en] і Відон Гроссміт[en]
187. «На голці» — Ірвін Уелш
188. «Хайді» — Йоганна Шпірі
189. «Сини і коханці[en]» — Девід Герберт Лоуренс
190. «Нестерпна легкість буття» — Мілан Кундера
191. «Чоловік і хлопчик[en]» — Тоні Парсонс[en]
192. «Правда» — Террі Пратчетт
193. «Війна світів» — Герберт Уеллс
194. «Goosebumps» — Роберт Лоуренс Стайн
195. «Заклинатель коней[en]» — Ніколас Еванс[en]
196. «Крихка рівновага[en]» — Рохінтон Містрі[en]
197. «Відьми за кордоном[en]» — Террі Пратчетт
198. «Король минулого і майбутнього» — Теренс Вайт
199. «Дуже голодна гусениця[en]» — Ерік Карл
200. «Квіти на горищі[en]» — Вірджинія Ендрюс[en]